# Galeb
Die Galeb (serbokroatisch Галеб Galeb, deutsch ‚Möwe‘) war von 1952 bis 1980 die Staatsyacht des Präsidenten der Sozialistischen Föderativen Republik Jugoslawien Josip Broz Tito. Ursprünglich 1938 als Kühlschiff der RAMB-Klasse gebaut, wurde sie im Zweiten Weltkrieg von der italienischen Marine als Hilfskreuzer eingesetzt, dann von der deutschen Kriegsmarine zum Minenschiff umgebaut und in Kiebitz umbenannt. Im November 1944 wurde das Schiff im Hafen von Rijeka versenkt. Nach dem Krieg wurde es von der jugoslawischen Marine gehoben und zum Schulschiff umgebaut.

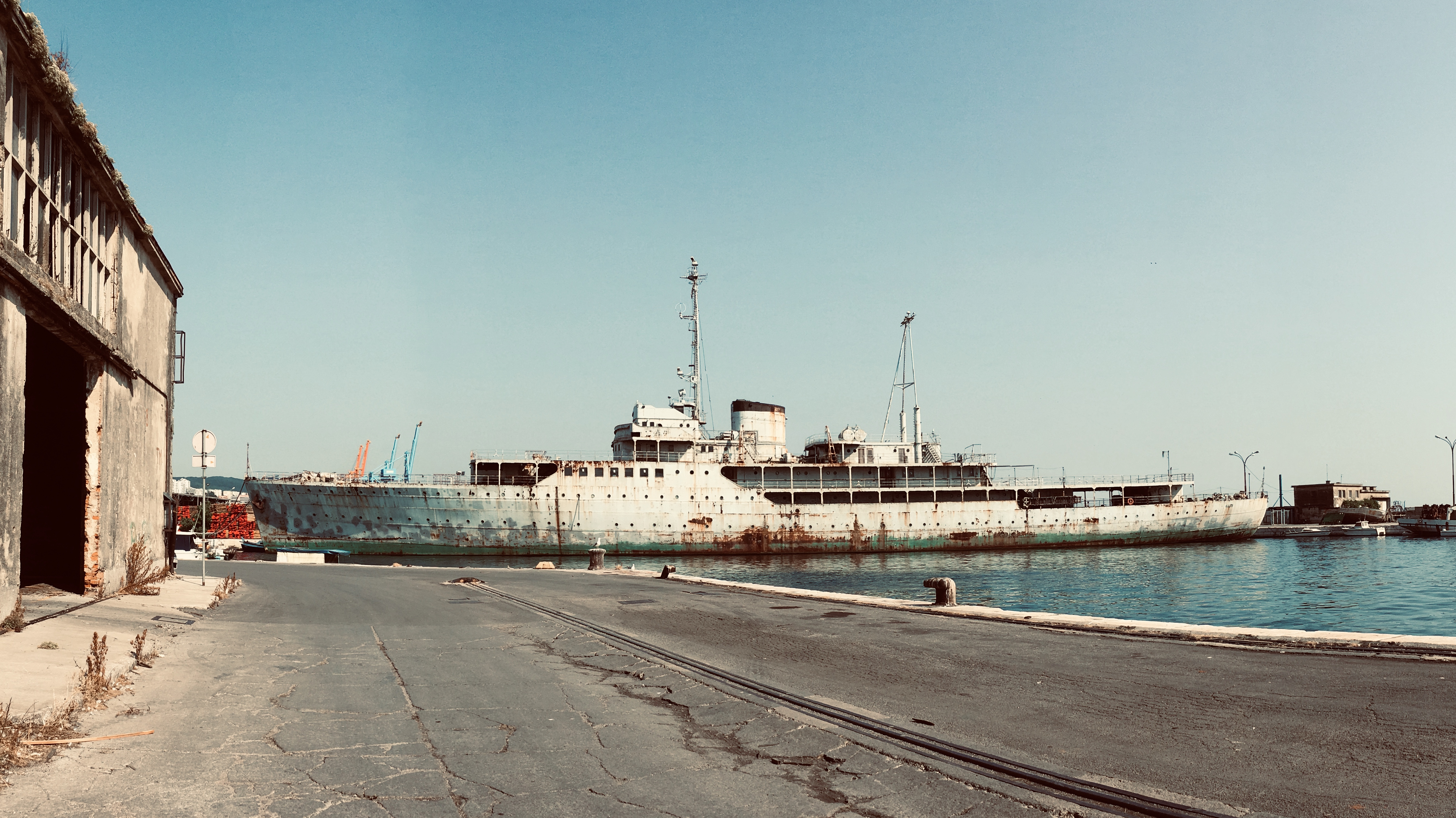
Die Galeb im Hafen von Rijeka (2019)

## Geschichte

### KühlschiffRAMB III
Das Schiff wurde 1938 als Kühlschiff unter dem Namen RAMB III in der Genueser Werft Ansaldo STS auf Kiel gelegt. Es war das dritte von vier baugleichen Schiffen, die für die Regia Azienda Monopolio Banane gebaut wurden, um Bananen aus den italienischen Kolonien in Italienisch-Ostafrika nach Europa zu bringen. Die Schiffe waren so gebaut, dass sie im Kriegsfall sehr schnell zu Hilfskreuzern umgerüstet werden konnten.

### HilfskreuzerRAMB III
Die RAMB III fuhr nie nach Ostafrika. Als Italien am 10. Juni 1940 in den Weltkrieg eintrat, lag sie in Tarent, wurde von der italienischen Marine (Regia Marina) requiriert und, ebenso wie ihre drei Schwesterschiffe, als Hilfskreuzer und Geleitschiff ausgerüstet. Dazu wurde sie mit zwei 12-cm-Kanonen und acht 13,2-mm-Fla-MG bewaffnet. Am 12. November 1940 erlebte das Schiff seine Feuertaufe. Während des britischen Luftangriffs auf die italienischen Seestreitkräfte im Hafen von Tarent in der Nacht zum 12. November 1940 (Angriff auf Tarent) sandte die Royal Navy ein Kreuzergeschwader in die untere Adria. Dies bestand aus den drei Leichten Kreuzern Ajax, Orion und Sydney und den zwei Zerstörern Nubian und Mohawk. Kurz nach Mitternacht traf das Geschwader nördlich der Straße von Otranto auf einen kleinen italienischen Geleitzug, der von Vlora nach Brindisi unterwegs war. Er bestand aus den vier italienischen Frachtern Capo Vado (4391 BRT), Catalani (2429 BRT), Antonio Locatelli (5691 BRT) und Premuda (4427 BRT) und wurde von der RAMB III und dem alten Torpedoboot Nicola Fabrizi gesichert. Die RAMB III schoss 19 Salven und suchte das Weite, während die Nicola Fabrizi die Gegner angriff und dabei kampfunfähig geschossen wurde, aber doch noch entkam. Danach versenkten die Briten alle vier Frachter. Die italienischen Torpedoboote Curtatone und Solferino bargen im Laufe des Tages insgesamt 140 Überlebende; 36 Männer, einschließlich der auf der Nicolo Fabrizi gefallenen, verloren ihr Leben.
Am 30. Mai 1941 wurde die RAMB III im Hafen von Bengasi durch das britische U-Boot Triumph torpediert und versenkt. Die italienische Marine ließ das Schiff bergen und nach Triest schleppen, wo es repariert werden sollte.

### MinenschiffKiebitz
Am 9. September 1943 wurde das noch nicht wieder voll einsatzfähige Schiff in Triest von der deutschen Kriegsmarine beschlagnahmt und im Februar 1944 als Minenschiff Kiebitz unter dem Befehl von Korvettenkapitän Walter von Hansmann in Dienst gestellt. Es diente bereits ab November 1943 als Truppentransporter. Von März bis November 1944 legte die Kiebitz, teilweise zusammen mit der Fasana, mehr als 5000 Minen in der Adria. Am 4. November geriet sie auf eine von ihr selbst geworfene Mine bei Ancona, schaffte es jedoch noch, in Rückwärtsfahrt bis nach Fiume (Rijeka) zu gelangen. Dort wurde sie am nächsten Tag bei einem amerikanischen Luftangriff versenkt.

### StaatsyachtGaleb
Nach dem Krieg gehörte Rijeka zum jugoslawischen Staatenbund. Das Schiff wurde 1948 gehoben, instand gesetzt und ab 1952 von Präsident Josip Broz Tito als Staatsyacht genutzt. Tito war bekannt für seine Flugangst, er legte insgesamt 86.000 Seemeilen mit dem Schiff zurück. Die Einrichtung war mäßig luxuriös. Bei seinen „Friedens- und Freundschaftsmissionen“ ließ sich Tito von einer Bordkapelle und Sängern begleiten.
Während der Jugoslawienkriege lag das ehemalige Dienstschiff vor der montenegrinischen Küste und wurde geplündert.
2001 veräußerte die Regierung von Montenegro das Halbwrack für 750.000 Dollar an den griechischen Reeder John Paul Papanicolaou, der die Yacht in einer kroatischen Werft aufwendig restaurieren ließ. Anschließend wurde das Schiff von kroatischen Behörden zum nationalen Erbe erklärt, ein Verlassen des Landes somit unmöglich. Im Jahr 2010 erwarb es die kroatische Stadt Rijeka für 150.000 Dollar. In Rijeka soll die Galeb zu einem Museumsschiff umgebaut werden.

## Bekannte Gäste des Schiffes
Quelle:
- Königin Elisabeth II.
- Kaiser Haile Selassie
- Leonid Iljitsch Breschnew
- Gamal Abdel Nasser
- Kurt Waldheim
- Elizabeth Taylor
- Richard Burton
- Sophia Loren
- Kirk Douglas

## Ähnliche Fahrzeuge
- Plavi voz, der ehemalige Staatszug von Tito
- Vis, ein Flaggschiff der jugoslawischen Kriegsmarine wurde ebenfalls von Tito genutzt

## Literatur

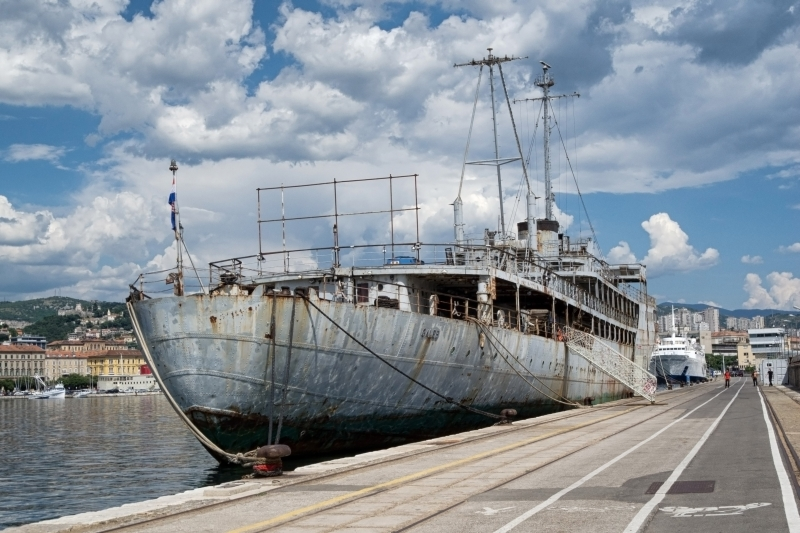
Die Galeb im Hafen von Rijeka (2013)